# Erginus moskalevi
Erginus moskalevi is een slakkensoort uit de familie van de Acmaeidae. De wetenschappelijke naam van de soort is voor het eerst geldig gepubliceerd in 1972 door Golikov & Kussakin.